# Liste der Naturdenkmale in Naumburg (Hessen)
Die Liste der Naturdenkmale in Naumburg (Hessen) nennt die auf dem Gebiet der Stadt Naumburg im Landkreis Kassel in Hessen gelegenen Naturdenkmale. Dies sind gegenwärtig Bäume an 8 Standorten, darunter die „Fünfbrüderbuche“, sowie 4 Flächenhafte Naturdenkmale, wie den „Riesenstein“ bei Heimarshausen.

## Bäume
| Bild                          | Bezeichnung               | Ortsteil, Lage                                | Beschreibung | Art                      | Nr.      |
| ----------------------------- | ------------------------- | --------------------------------------------- | --- | ------------------------ | -------- |
| mehr Fotos \| Fotos hochladen | 1 Eiche                   | Altenstädt 51° 16′ 27,4″ N, 9° 12′ 39,3″ O    | Stieleiche ca. 600 m östlich des Ortsrandes von Altenstädt. Der Standort liegt zwischen Altenstädt und Balhorn, direkt südlich neben der L 3215. Stammumfang: 3,50 m Höhe: 19 m Pflanzjahr: ca. 1885 OSM-Link zur Kartendarstellung: Eiche zwischen Altenstädt und Balhorn | Quercus robur            | 6.33.522 |
| mehr Fotos \| Fotos hochladen | 1 Eiche                   | Elbenberg 51° 14′ 16,8″ N, 9° 11′ 44,5″ O     | Stieleiche ca. 500 m nordwestlich des Ortsrandes von Elbenberg. Der beeindruckende Baum steht im Wald, etwa 30 m östlich oberhalb eines Wirtschaftsweges, der Bestandteil zweier lokaler Wanderrouten (E1 und N7) ist. Stammumfang: 4,85 m Höhe: 26 m Pflanzjahr: ca. 1785 OSM-Link zur Kartendarstellung: Eiche nordwestlich von Elbenberg | Quercus robur            | 6.33.523 |
| mehr Fotos \| Fotos hochladen | 1 Mammutbaum              | Elbenberg 51° 12′ 46,6″ N, 9° 10′ 29,8″ O     | Riesenmammutbaum ca. 2,5 km südwestlich des Ortsrandes von Elbenberg. Standort ist eine Wiese, in der Nähe des Waldrandes beim ehemaligen „Pflanzgarten“. Stammumfang: 6,60 m Höhe: 28 m Pflanzjahr: ca. 1905 OSM-Link zur Kartendarstellung: Mammutbaum südwestlich von Elbenberg | Sequoiadendron giganteum | 6.33.526 |
| mehr Fotos \| Fotos hochladen | 1 Eiche                   | Elbenberg 51° 13′ 43,1″ N, 9° 12′ 21″ O       | Stieleiche am Ortsrand von Elbenberg. Der Baum steht am Waldrand westlich der Schlossteiche. Die eigentlich beeindruckende Eiche ist leider stark verstümmelt: Die Äste der Krone wurden durch zahlreiche Sägeschnitte entfernt. Die Reste der Baumkrone finden sich am Waldboden. Stammumfang: 5,75 m (2005: 5,65 m) Höhe: 28 m Pflanzjahr: ca. 1705 OSM-Link zur Kartendarstellung: Eiche bei Elbenberg                                                                                              | Quercus robur            | 6.33.527 |
| mehr Fotos \| Fotos hochladen | 2 Linden                  | Heimarshausen 51° 10′ 59,7″ N, 9° 12′ 40,2″ O | Winterlinden am nordöstlichen Ortsrand von Heimarshausen. Die beiden Bäume stehen direkt nebeneinander, auf einer mit Gras bewachsenen Kuppe, dem Hasenberg. Der westliche Baum: Stammumfang: 2,90 m Höhe: 12 m Pflanzjahr: ca. 1905 OSM-Link zur Kartendarstellung: die westliche Winterlinde auf dem Hasenberg von Heimarshausen Der östliche Baum: Stammumfang: 2,65 m Höhe: 12 m Pflanzjahr: ca. 1905 OSM-Link zur Kartendarstellung: die östliche Winterlinde auf dem Hasenberg von Heimarshausen | Tilia cordata            | 6.33.529 |
| mehr Fotos \| Fotos hochladen | 2 Linden                  | Heimarshausen 51° 10′ 53″ N, 9° 12′ 46,7″ O   | Sommerlinden am östlichen Ortsrand von Heimarshausen. Die Bäume flankieren den Zugang zum Friedhof, an der K 114, der Züschener Straße. Der westliche Baum: Stammumfang: 4,10 m Höhe: 25 m Pflanzjahr: ca. 1905 OSM-Link zur Kartendarstellung: die westliche Sommerlinde auf dem Friedhof von Heimarshausen Der östliche Baum: Stammumfang: 2,65 m Höhe: 25 m Pflanzjahr: ca. 1905 OSM-Link zur Kartendarstellung: die östliche Sommerlinde auf dem Friedhof von Heimarshausen                        | Tilia platyphyllos       | 6.33.530 |
| mehr Fotos \| Fotos hochladen | 1 Buche „Fünfbrüderbuche“ | Naumburg 51° 13′ 0,5″ N, 9° 9′ 13,7″ O        | Rotbuche ca. 3,0 km südlich des Ortsrandes von Naumburg. Der Baum steht im Wald etwa 20 m östlich eines Forstweges. In bereits etwa 2 m Höhe teilt sich der Stamm in 5, etwa gleichdicke Teilstämme, die eng beieinander und fast senkrecht nach oben streben. Die „Fünfbrüderbuche“ ist einer der bemerkenswertesten Bäume im Landkreis Kassel. Stammumfang: 4,75 m (2005: 4,35 m) Höhe: 32 m Pflanzjahr: ca. 1855 OSM-Link zur Kartendarstellung: „Fünfbrüderbuche“                                  | Fagus sylvatica          | 6.33.534 |
| mehr Fotos \| Fotos hochladen | 1 Eiche                   | Altendorf 51° 13′ 6,2″ N, 9° 12′ 37,9″ O      | Stieleiche ca. 400 m nordöstlich des Ortsrandes von Altendorf. Der Baum steht am Rande einer geneigten Weide. Stammumfang: 4,00 m Höhe: 26 m Pflanzjahr: ca. 1885 OSM-Link zur Kartendarstellung: Eiche bei Altendorf | Quercus robur            | 6.33.535 |

## Flächenhafte Naturdenkmale
| Bild           | Bezeichnung                                                                | Ortsteil, Lage                                | Beschreibung | Nr.      |
| -------------- | -------------------------------------------------------------------------- | --------------------------------------------- | --- | -------- |
| weitere Bilder | Riesenstein                                                                | Heimarshausen 51° 11′ 48,1″ N, 9° 12′ 42,7″ O | Buntsandstein-Felsen, ca. 1,5 km nördlich von Heimarshausen. Das Naturdenkmal liegt im umgebenden Wald, östlich neben einem Höhenzug, der am Riesenstein eine kleine Klippe bildet. Dieser Klippe vorgelagert ist der eigentliche Felsen. Westlich verläuft ein Wanderweg in Nord-Süd-Richtung, direkt am Riesenstein vorbei. Fläche: ca. 1 ha OSM-Link zur Kartendarstellung: „Riesenstein“ bei Heimarshausen | 6.33.528 |
| weitere Bilder | Am Ochsenkopf                                                              | Heimarshausen 51° 10′ 57,3″ N, 9° 13′ 25,1″ O | Kalkmagerrasen-Kuppe, ca. 1 km westlich von Heimarshausen. Das Gelände liegt direkt östlich der L 3214. Die Kuppe ist gegenwärtig vollständig mit Gehölzen zugewachsen. Westlich befindet sich eine offene, kleine Streuobstwiese. Fläche: ca. 0,83 ha OSM-Link zur Kartendarstellung: „Am Ochsenkopf“ bei Heimarshausen                                                                                       | 6.33.531 |
| weitere Bilder | Sandsteinkuppe Bielstein (auch bekannt und ausgeschildert als „Bildstein“) | Naumburg 51° 15′ 49,3″ N, 9° 9′ 40,5″ O       | Buntsandsteinfelsen in einem Buchenwald ca. 1,5 km nördlich von Naumburg. Das Naturdenkmal liegt an einem bewaldeten Hang östlich der L 3214. Am Fuß des Hanges führt eine Wirtschaftsweg vorbei, der Bestandteil des Hessischen Radfernwegs R4 und mehrerer Wanderwege ist. Fläche: ca. 0,7 ha OSM-Link zur Kartendarstellung: „Sandsteinkuppe Bielstein“ bei Naumburg                                        | 6.33.532 |
| weitere Bilder | Kalkmagerrasen                                                             | Altendorf 51° 12′ 46″ N, 9° 12′ 23,5″ O       | Magerrasen auf Muschelkalk am Ortsrand von Altendorf. Das Gelände hat eine Hanglage und ist teilweise stark verbuscht. Der Kalkstein des Untergrundes ist nur an wenigen Stellen schwach sichtbar. Der Naturdenkmalstatus besteht seit 2005. Fläche: ca. 0,8 ha OSM-Link zur Kartendarstellung: „Kalkmagerrasen“ bei Altendorf                                                                                 | 6.33.536 |

## Belege
1. ↑  Nach dem amtlichen Kataster der Unteren Naturschutzbehörde des Landkreises Kassel und vor Ort Recherche 2016 - Juni 2017.
2. ↑  Messung 2020-12-04 in h=1,30 m
3. 1 2 3 4 5 6 7 8 9 10  Angaben zu Stammumfang (sofern keine eigene Messung), Stammumfang 2005, Größe und Pflanzjahr nach Rüdiger Germeroth, Horst Koenies, Reiner Kunz: Natürliches Kulturgut - Vergangenheit und Zukunft der Naturdenkmale im Landkreis Kassel, Herausgeber: Kreisausschuss des Landkreises Kassel, Untere Naturschutzbehörde, Wolfhagen, 2005, Anhang "Bäume" S. 186 ff. Das Pflanzjahr wurde über das dort geschätzte Alter und das Erscheinungsjahr (2005) der Publikation zurückgerechnet.
4. ↑  Messung 2017-06-15 in h=1,30 m bei Hangmitte
5. ↑  Messung 2017-06-15 in h=1,30 m
6. ↑  Messung 2017-05-14 in h=1,30 m bei Hangmitte
7. ↑  Messung 2021-04-25 in h=1,30 m
8. ↑  Messung 2021-04-25 in h=1,30 m
9. ↑  Messung 2021-04-25 in h=1,30 m
10. ↑  Messung 2021-04-25 in h=1,30 m
11. ↑  Messung 2020-11-13 in h=1,30 m
12. ↑  Messung 2017-05-14 in h=1,30 m bei Hangmitte
13. 1 2 3 4  Angaben nach Rüdiger Germeroth, Horst Koenies, Reiner Kunz: Natürliches Kulturgut - Vergangenheit und Zukunft der Naturdenkmale im Landkreis Kassel, Herausgeber: Kreisausschuss des Landkreises Kassel, Untere Naturschutzbehörde, Wolfhagen, 2005, Anhang "Flächenhafte Naturdenkmale" S. 162 ff.

- Karte mit allen Koordinaten:
- OSM |
- WikiMap